# Ilybius incarinatus
Ilybius incarinatus is een keversoort uit de familie waterroofkevers (Dytiscidae). De wetenschappelijke naam van de soort is voor het eerst geldig gepubliceerd in 1928 door Zimmermann.